# Prinz von Geblüt

Heraldische Krone der princes du sang de France (Lilienkrone)

Mit dem Titel Prinz von Geblüt (frz. prince du sang, engl. prince of the blood) wurden während der französischen Monarchie (dem von 987 bis 1791 bestehenden Königreich Frankreich sowie der Restauration und der Julimonarchie) alle Angehörigen des königlichen Geschlechts der Kapetinger bezeichnet, die dem Geschlecht in männlicher Aszendenz angehörten. Als Personen königlichen Geblüts waren sie grundsätzlich – in agnatischer Ordnung – zur Thronfolge berechtigt. Weibliche Nachkommen (princesses du sang) besaßen kein Nachfolgerecht (diese Frage war Auslöser und Ergebnis des Hundertjährigen Krieges).
Im Feudalismus des Hochmittelalters bestimmte zunächst der Rang des jeweiligen Lehens den Rang seines Inhabers. So hatte etwa unter König Philipp August das Ältere Haus Burgund, obwohl nur ein alter Nebenzweig der Kapetinger, als Inhaber eines großen Herzogtums einen höheren Rang als Graf Robert von Dreux, der ein Bruder des Vaters des Königs war, jedoch nur eine kleine Grafschaft besaß. Mit der Thronfolge der Linie Valois 1328 erhielten die direkten Agnaten des Monarchen als Pairs de France höhere Lehnsränge. Mit der Erweiterung der Zahl der Pairs von 12 auf 25 sowie der Aufnahme nicht-kapetingischer Mitglieder des französischen Adels kam es zu häufigen Rangstreitigkeiten. Heinrich III., der sich vom Herzogshaus Guise unter Druck gesetzt sah, erhob 1576 den Rang der Prinzen von Geblüt über den Rang aller anderen Pairs. Unter den Prinzen bestimmte die verwandtschaftliche Nähe zum jeweiligen Monarchen (gestaffelt nach dem Prinzip der Primogenitur) nunmehr den Rang. 
Als Prinzen von Geblüt wurden von den französischen Königen jedoch traditionell nur die Nachkommen König Ludwigs IX. des Heiligen (1214–1270) anerkannt, also die Angehörigen der Häuser Valois und Bourbon samt deren Nebenlinien (jedoch nicht von Bastardlinien wie dem Haus Bourbon-Vendôme). Die Abstammung vom Heiligen Ludwig unterstrich dabei das Gottesgnadentum der Herrschaft ihrer Monarchen, ebenso wie die Krönungszeremonie mit der Salbung aus der Heiligen Ampulle und die königlichen Wunderheilungen durch Handauflegen. Das sang de France (Blut von Frankreich) bekam damit eine religiöse und heiligmäßige Konnotation. Dem Haus Courtenay wurde deshalb der Geblütsrang von König Ludwig XIV. (1643–1715) aberkannt, da dieses nicht vom heiligen Ludwig IX. abstammte, sondern von Ludwig VI. Der „Sonnenkönig“ war bestrebt, nach den Aufständen der Fronde seinen Absolutismus religiös zu untermauern. Außerdem wollte er, der zuletzt nur noch einen einzigen Urenkel als patrilinearen Nachkommen hatte, für den Fall von dessen Tod die Thronfolge den Nachfahren seines Bruders, dem Haus Orléans, bei dessen Aussterben aber seinen eigenen Bastarden zukommen lassen, denen er hohe Titel und Ämter verlieh, die allerdings keine Prinzen von Geblüt wurden. Der Mannesstamm des Hauses Orléans blüht bis heute und beansprucht die Stellung als „Erste Prinzen von Geblüt“. 

## Erster Prinz von Geblüt
Der „Erste Prinz von Geblüt“ (premier prince du sang) galt neben dem amtierenden König und dessen Nachkommen als höchstrangiges Mitglied des Königshauses, da er das Oberhaupt der am nächsten verwandten Nebenlinie war. Ihm fiel im Falle des Erlöschens der regierenden königlichen Familie der Thron zu: König wurden vier Erste Prinzen von Geblüt: 
- Louis de Valois, Herzog von Orléans, 1498 als Ludwig XII.;

- François de Valois, Graf von Angoulême, 1515 als Franz I.;

- Heinrich von Bourbon 1589 als Heinrich IV., nachdem das Haus Valois ausgestorben war;

- und nach dem Sturz des letzten Bourbonen Karl X. 1830 
Louis Philippe d’Orléans, Herzog von Orléans als "Bürgerkönig" Louis-Philippe.

'Haus Orléans'
| Zeit      | Name                                                                  | Anmerkungen                              |
| --------- | --------------------------------------------------------------------- | ---------------------------------------- |
| 1465–1498 | Louis de Valois, Herzog von Orléans                                   | König ab 1498 als Ludwig XII.            |
| 1498–1515 | François de Valois, Graf von Angoulême                                | König ab 1515 als Franz I.               |
| 1515–1525 | Charles d’Alençon, Herzog von Alençon                                 |                                          |
| 1525–1527 | Charles de Bourbon, Herzog von Bourbon                                |                                          |
| 1527–1537 | Charles de Bourbon, Herzog von Vendôme                                |                                          |
| 1537–1562 | Antoine de Bourbon, Herzog von Vendôme                                |                                          |
| 1562–1589 | Henri de Bourbon, König von Navarre                                   | König ab 1589 als Heinrich IV.           |
| 1589–1646 | Henri de Bourbon, Fürst von Condé                                     |                                          |
| 1686–1709 | Henri Jules de Bourbon, Fürst von Condé                               |                                          |
| 1709–1723 | Philippe d’Orléans, Herzog von Orléans, Regent von Frankreich         |                                          |
| 1723–1752 | Louis d’Orléans, Herzog von Orléans                                   |                                          |
| 1752–1785 | Louis Philippe d’Orléans, Herzog von Orléans                          |                                          |
| 1785–1793 | Louis Philippe Joseph d’Orléans, Herzog von Orléans, Philippe Egalité |                                          |
| 1814–1830 | Louis Philippe d’Orléans, Herzog von Orléans                          | 1830 zum König der Franzosen proklamiert |

## Großbritannien
Im britischen Adel werden die diejenigen unter den Peers, welche Mitglieder des britischen Königshauses sind und als Peers-Titel gewöhnlich den Herzogstitel (Duke) verliehen bekommen oder erben, als Dukes of the Blood Royal bezeichnet.

## Italien
Mit der Unterzeichnung der Lateranverträge hat das Königreich Italien alle in Rom oder der Vatikanstadt wohnhaften Kardinäle im protokollarischen Rang den „Prinzen von Geblüt“ gleichgestellt (Artikel 21), wobei principi del sangue im Folgenden auf die Thronfolger bestehender Monarchien präzisiert wurde. Die Regelung wurde durch Dekret des Präsidenten der Italienischen Republik vom 14. April 2006 aufgehoben.